# Sean Kelly (cyklist)

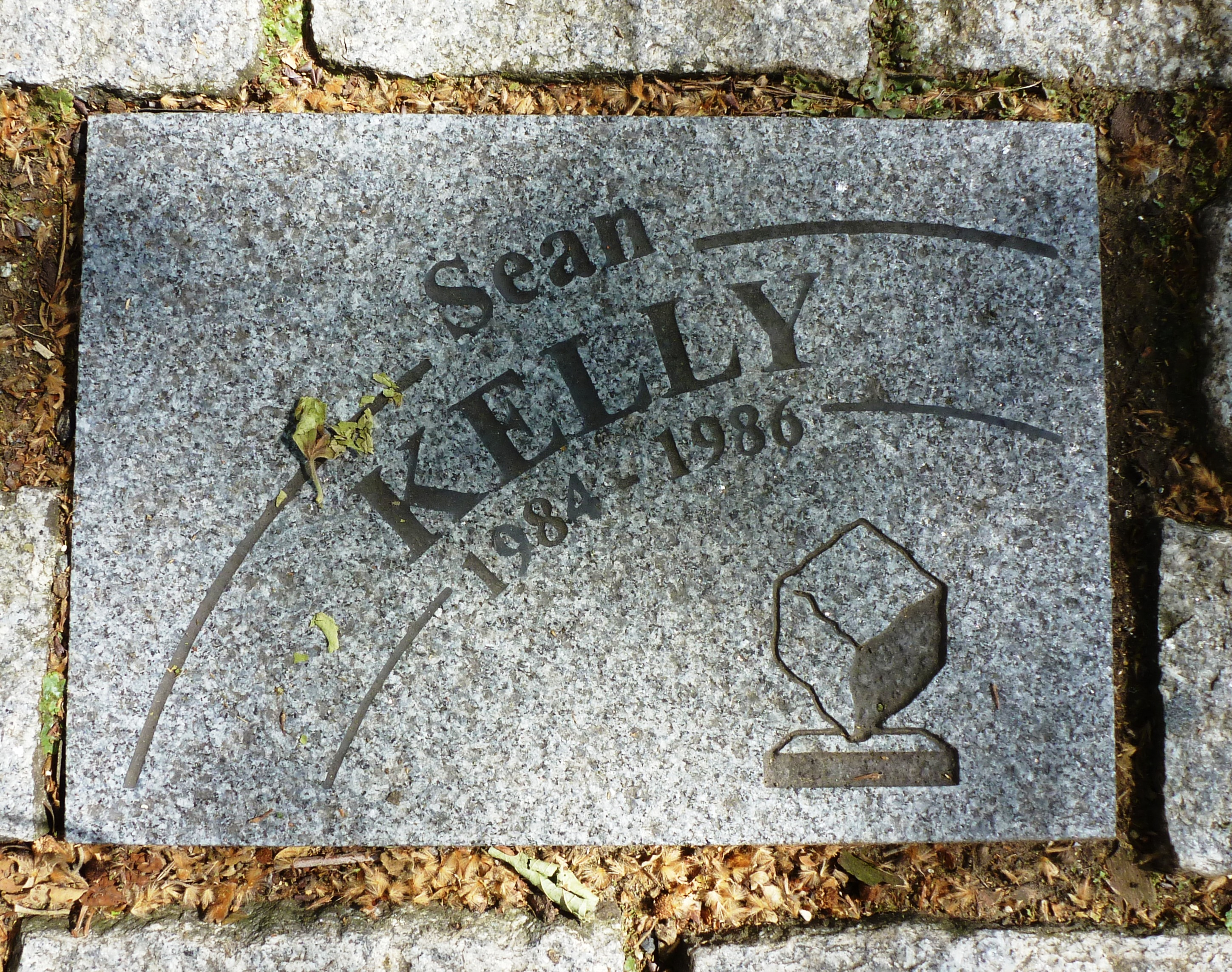
Gatsten på Allée Charles Crupelandt i Roubaix som visar på Sean Kellys segrar i Paris–Roubaix 1984 och 1986.

John James "Sean" Kelly, född 21 maj 1956 i Waterford, är en irländsk före detta professionell tävlingscyklist.
Sean Kelly var en av 1980-talets allra bästa cyklister. Hans största segrar är totalsegern i Vuelta a España 1988 och Paris-Nice sju år i rad åren 1982–1988. Kelly var en komplett cyklist som klarade sig bra i både backar och spurter.
Kelly jobbar numera som expertkommentator på Eurosport.

## Meriter
Vuelta a España
 Totalseger – 1988
 Poängtävlingen – 1980, 1985, 1986, 1988
16 etapper
Tour de France
 Poängtävlingen – 1982, 1983, 1985, 1989
5 etapper
Paris–Nice – 1982, 1983, 1984, 1985, 1986, 1987, 1988
Baskien runt – 1984, 1986, 1987
Lombardiet runt – 1983, 1985
Paris–Roubaix – 1984, 1986
Milano–San Remo – 1986, 1992
Liège-Bastogne-Liège – 1984, 1989
Super Prestige Pernod - 1984, 1985, 1986
 UCI World Cup 1989

## Stall
- Flandria 1977–1978
- Splendor 1979–1981
- Sem-France Loire 1982–1983
- Skill-Sem 1984–1985
- KAS 1986–1988
- PDM-Concorde 1989–1991
- Lotus-Festina 1992–1993
- Catavana-A.S. Corbeil-Essonnes-Cedico 1994